# 沙尔佩
沙尔佩（法語：Charpey，法語發音：[ʃaʁpɛ]）是法国德龙省的一个市镇，属于瓦朗斯区。

## 地理
沙尔佩（44°56'18"N, 5°5'34"E）面积15.48 平方千米，位于法国奥弗涅-罗讷-阿尔卑斯大区德龙省，该省份为法国东南部内陆省份，北起顺时针与伊泽尔省、上阿尔卑斯省、上普罗旺斯阿尔卑斯省、沃克吕兹省和阿尔代什省接壤。
与沙尔佩接壤的市镇（或旧市镇、城区）包括：阿利克桑、贝赛、沙托杜布勒、蒙泰利耶、佩吕、圣樊尚拉科芒德里。

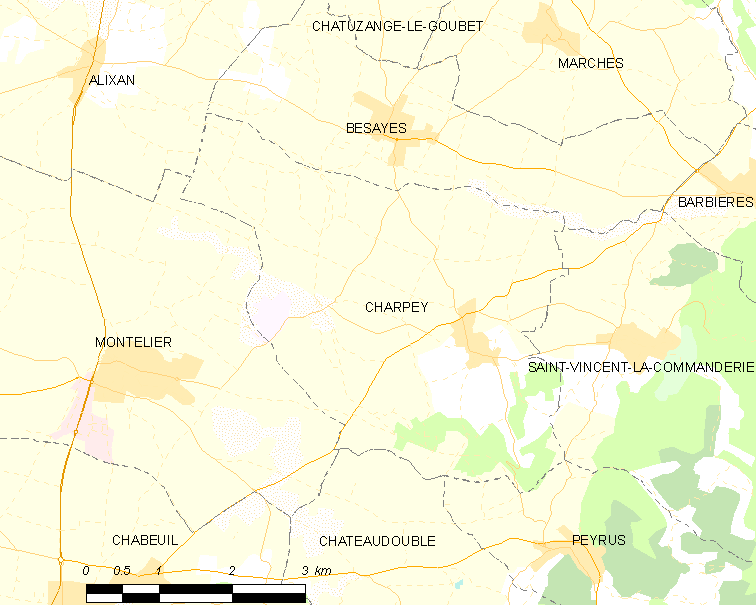
沙尔佩的OSM定位图

沙尔佩的时区为UTC+01:00、UTC+02:00（夏令时）。

## 行政
沙尔佩的邮政编码为26300，INSEE市镇编码为26079。

## 政治
沙尔佩所属的省级选区为韦科尔-晨山县。

## 人口

1962-2008年间沙尔佩人口变化图示

沙尔佩于2022年1月1日时的人口数量为1539人。